# Droga wojewódzka nr 285
Droga wojewódzka nr 285 (DW285) – droga wojewódzka o długości 23 km, łączącą Gubin (DW 286), z miejscowością Starosiedle (DW 286). 
Droga położona jest w całości na terenie województwa lubuskiego w powiecie krośnieńskim na terenie gminy Gubin. Droga biegnie od Gubina przez Sękowice, Polanowice, Grabice, Luboszyce, Wielotów, Wierzchno, Jasienica. Na skrzyżowaniu w lesie dochodzi do drogi nr 286 prowadzącej do Starosiedla.

## Miejscowości leżące przy trasie DW 285
- Gubin (DK 32),
- Sękowice,
- Grabice,
- Jasienica (DW 286).